# Alchemilla gubanovii
Alchemilla gubanovii é uma espécie de rosácea do gênero Alchemilla, pertencente à família Rosaceae.